# Fußball-Europameisterschaft der Frauen 1984/Finalrunde
Resultate der Finalrunde der Fußball-Europameisterschaft der Frauen 1984:

## 1. Halbfinale

### England – Dänemark 2:1 (1:0)
| England                                    | England | Dänemark | Dänemark |
| ------------------------------------------ | --- | --- | -------- |
| England                                    | \| 8. April 1984 in Crewe (Cresty Road) \| \| Zuschauer: 1.000 \| \| Schiedsrichter: Kevin O’Sullivan ( Irland) \| \| Spielbericht \|                                                                      | \| 8. April 1984 in Crewe (Cresty Road) \| \| Zuschauer: 1.000 \| \| Schiedsrichter: Kevin O’Sullivan ( Irland) \| \| Spielbericht \| | Dänemark |
| England                                    | Theresa Wiseman • Carol Thomas, Morag Pearce, Lorraine Hanson, Angela Gallimore, Gillian Coultard, Debbie Bampton, Elisabeth Deighan, Linda Curl, Kerry Davis, Patricia Chapman Cheftrainer: Martin Reagan | Gitte Hansen • Annie Gam-Pedersen, Charlotte Nielsen-Mann, Glennie Nielsen , Hanne Pedersen, Mette Munk Nielsen (57. Helle Pedersen), Susan Mackensie, Jette Andersen, Kirsten Fabrin, Lone Smidt Nielsen, Inge Hindkjær Cheftrainer: Flemming Schultz | Dänemark |
| England                                    | 1:0 Linda Curl (31.) 2:1 Elisabeth Deighan (51.) | 1:1 Inge Hindkjær (49.) | Dänemark |
| 8. April 1984 in Crewe (Cresty Road)       | | |          |
| Zuschauer: 1.000                           | | |          |
| Schiedsrichter: Kevin O’Sullivan ( Irland) | | |          |
| Spielbericht                               | | |          |

### Dänemark – England 0:1 (0:0)
| Dänemark                                      | Dänemark | England | England |
| --------------------------------------------- | --- | --- | ------- |
| Dänemark                                      | \| 28. April 1984 in Hjørring (Hjørring Stadion) \| \| Zuschauer: 1.439 \| \| Schiedsrichter: Kaj Natri ( Finnland) \| \| Spielbericht \| | \| 28. April 1984 in Hjørring (Hjørring Stadion) \| \| Zuschauer: 1.439 \| \| Schiedsrichter: Kaj Natri ( Finnland) \| \| Spielbericht \|                                                                                        | England |
| Dänemark                                      | Gitte Hansen • Birgitte Frederiksen (55. Annette Mogensen), Charlotte Nielsen-Mann, Glennie Nielsen , Hanne Pedersen, Annie Gam-Pedersen, Hanne Larsen (45. Pia Andersen), Jette Andersen, Kirsten Fabrin, Lone Smidt Nielsen, Inge Hindkjær Cheftrainer: Flemming Schultz | Theresa Wiseman (60. Brenda Sempare) • Carol Thomas, Morag Pearce, Lorraine Hanson, Angela Gallimore, Gillian Coultard, Deborah Bampton, Elisabeth Deighan, Linda Curl, Kerry Davis, Patricia Chapman Cheftrainer: Martin Reagan | England |
| Dänemark                                      | 0:1 Deborah Bampton (44.) | | England |
| 28. April 1984 in Hjørring (Hjørring Stadion) | | |         |
| Zuschauer: 1.439                              | | |         |
| Schiedsrichter: Kaj Natri ( Finnland)         | | |         |
| Spielbericht                                  | | |         |

## 2. Halbfinale

### Italien – Schweden 2:3 (2:1)
| Italien                                         | Italien | Schweden | Schweden |
| ----------------------------------------------- | --- | --- | -------- |
| Italien                                         | \| 8. April 1984 in Rom (Stadio Flaminio) \| \| Zuschauer: 5.000 \| \| Schiedsrichterin: Werner Föckler ( Deutschland) \| \| Spielbericht \| | \| 8. April 1984 in Rom (Stadio Flaminio) \| \| Zuschauer: 5.000 \| \| Schiedsrichterin: Werner Föckler ( Deutschland) \| \| Spielbericht \|                                                                                  | Schweden |
| Italien                                         | Roberta Russo • Paola Bonato, Elisabetta Secci (60. Viola Langella), Maura Furlotti, Feriana Ferraguzzi, Antonella Carta (62. Ernesta Venuto), Maria Mariotti, Adele Marsiletti, Carolina Morace, Viviana Bontacchio, Elisabetta Vignotto Cheftrainer: Enzo Benedetti | Elisabeth Leidinge • Karin Åhman-Svensson, Anette Börjesson, Anette Nicklasson, Angelica Burevik, Anna Svenjeby, Eva Andersson, Mia Kåberg-Pettersson, Helene Johansson, Pia Sundhage, Doris Uusitalo Cheftrainer: Ulf Lyfors | Schweden |
| Italien                                         | 1:0 Carolina Morace (18.) 2:1 Elisabetta Vignotto (29.) | 1:1 Helen Johansson (23.) 2:2 Pia Sundhage (48.) 2:3 Doris Uusitalo (57.) | Schweden |
| 8. April 1984 in Rom (Stadio Flaminio)          | | |          |
| Zuschauer: 5.000                                | | |          |
| Schiedsrichterin: Werner Föckler ( Deutschland) | | |          |
| Spielbericht                                    | | |          |

### Schweden – Italien 2:1 (1:0)
| Schweden                                     | Schweden | Italien | Italien |
| -------------------------------------------- | --- | --- | ------- |
| Schweden                                     | \| 28. April 1984 in Linköping (Folkungavallen) \| \| Zuschauer: 5.162 \| \| Schiedsrichter: Rolf Haugen ( Norwegen) \| \| Spielbericht \| | \| 28. April 1984 in Linköping (Folkungavallen) \| \| Zuschauer: 5.162 \| \| Schiedsrichter: Rolf Haugen ( Norwegen) \| \| Spielbericht \|                                                                          | Italien |
| Schweden                                     | Elisabeth Leidinge (67. Inger Arnesson) • Karin Åhman-Svensson, Anette Börjesson, Gunilla Axén, Angelica Burevik, Anna Svenjeby, Eva Andersson (69. Anette Nicklasson), Mia Kåberg-Pettersson, Ann Jansson, Pia Sundhage, Doris Uusitalo Cheftrainer: Ulf Lyfors | Roberta Russo • Paola Bonato, Viviana Bontacchio, Maura Furlotti, Feriana Ferraguzzi, Viola Langella, Maria Mariotti, Adele Marsiletti, Anna Mega, Carolina Morace, Elisabetta Vignotto Cheftrainer: Enzo Benedetti | Italien |
| Schweden                                     | 1:0 Pia Sundhage (28.) 2:1 Pia Sundhage (52.) | 1:1 Carolina Morace (50.) | Italien |
| 28. April 1984 in Linköping (Folkungavallen) | | |         |
| Zuschauer: 5.162                             | | |         |
| Schiedsrichter: Rolf Haugen ( Norwegen)      | | |         |
| Spielbericht                                 | | |         |

## Finale

### Schweden – England 1:0 (0:0)
| Schweden                                   | Schweden | England | England |
| ------------------------------------------ | --- | --- | ------- |
| Schweden                                   | \| 12. Mai 1984 in Göteborg (Ullevi) \| \| Zuschauer: 5.662 \| \| Schiedsrichter: Cees Bakker ( Niederlande) \| \| Spielbericht \|                                                                                    | \| 12. Mai 1984 in Göteborg (Ullevi) \| \| Zuschauer: 5.662 \| \| Schiedsrichter: Cees Bakker ( Niederlande) \| \| Spielbericht \|                                                                                             | England |
| Schweden                                   | Elisabeth Leidinge • Karin Åhman-Svensson, Anette Börjesson, Angelica Burevik, Anette Hansson, Eva Andersson, Ann Jansson, Mia Kåberg-Pettersson, Lena Videkull, Anna Svenjeby, Pia Sundhage, Cheftrainer: Ulf Lyfors | Theresa Wiseman • Carol Thomas, Lorraine Hanson, Angela Gallimore, Morag Pearce, Gillian Coultard, Elisabeth Deighan, Deborah Bampton, Linda Curl, Kerry Davis, Patricia Chapman (47. Janet Turner) Cheftrainer: Martin Reagan | England |
| Schweden                                   | 1:0 Pia Sundhage (57.) | | England |
| 12. Mai 1984 in Göteborg (Ullevi)          | | |         |
| Zuschauer: 5.662                           | | |         |
| Schiedsrichter: Cees Bakker ( Niederlande) | | |         |
| Spielbericht                               | | |         |

### England – Schweden 1:0 (1:0), 3:4 i.E.
| England                                         | England | Schweden | Schweden |
| ----------------------------------------------- | --- | --- | -------- |
| England                                         | \| 27. Mai 1984 in Luton (Kenilworth Road Stadium) \| \| Zuschauer: 2.567 \| \| Schiedsrichter: Ignace Goris ( Belgien) \| \| Spielbericht \|                                                               | \| 27. Mai 1984 in Luton (Kenilworth Road Stadium) \| \| Zuschauer: 2.567 \| \| Schiedsrichter: Ignace Goris ( Belgien) \| \| Spielbericht \|                                                                                                | Schweden |
| England                                         | Theresa Wiseman • Carol Thomas, Lorraine Hanson, Angela Gallimore, Morag Pearce, Gillian Coultard, Elisabeth Deighan, Deborah Bampton, Linda Curl, Kerry Davis, Patricia Chapman Cheftrainer: Martin Reagan | Elisabeth Leidinge • Karin Åhman-Svensson, Anette Börjesson, Angelica Burevik, Helene Johansson, Eva Andersson, Ann Jansson, Mia Kåberg-Pettersson, Lena Videkull (35. Doris Uusitalo), Anna Svenjeby, Pia Sundhage, Cheftrainer: Ulf Lyfors | Schweden |
| England                                         | 1:0 Linda Curl (31.) | | Schweden |
| England                                         | Elfmeterschießen | | Schweden |
| England                                         | Linda Curl vergibt 1:1 Angela Gallimore 2:2 Deborah Bampton Lorraine Hanson vergibt 3:3 Kerry Davis | 0:1 Anette Börjesson 1:2 Eva Andersson Helene Johansson vergibt 2:3 Ann Jansson 3:4 Pia Sundhage | Schweden |
| 27. Mai 1984 in Luton (Kenilworth Road Stadium) | | |          |
| Zuschauer: 2.567                                | | |          |
| Schiedsrichter: Ignace Goris ( Belgien)         | | |          |
| Spielbericht                                    | | |          |